# مديح بالعيد
مديح بالعيد (مواليد 1974 في تونس) هو مخرج تونسي.

## عن حياته
درس بالعيد السينما في تونس ثم عمل مساعد مخرج في عدة أفلام تونسية واجنبية منها (خرمة، بنت كلثوم،le ciel sous le desert,quo vadis,nine mille down...) اخرج في وفي سنة 2008 حصة "اعطيني وذنك" و فيلم "allo" و في سنة 2009 أخرج مسلسل "نجوم الليل" ج 1 على مدى 15 حلقة وفي سنة 2010 الجزء الثاني منه على مدى 30 حلقة الذي لاقى نجاحا واسعا وأعطى في نجوم الليل صورة جديدة في الدراما التونسية وفي سنة 2014 أخرج مسلسل "ناعورة الهواء" الذي حقق نجاحا كبيرا وحصد جائزة أفضل مخرج من استفتاء إذاعة موزاييك وجائزة أفضل مسلسل عربي ويعد من أضخم المسلسلات في تاريخ الدراما التونسية وايضا مثل نقلية نوعية جديدة من المسلسلات التونسية في مستوى الصورة والموضوع و في سنة 2015 أخرج الجزء الثاني من "ناعورة الهواء وفي 2017 مسلسل الخاوة الجزائري.

## حياته الشخصية
مديح بالعيد متزوج من النجمة التونسية ريم الرياحي.

## الإخراج

### الأعمال السينمائية
- 1996: كل شيء يغلي، لا شيء يتحرك
- 2004: دار الناس لمديح بالعيد، بالإشتراك مع محمد دمق ومحمد محفوظ
- 2006: علامة إكس
- 2007: المصعد
- 2008: آلو

### الأعمال التلفزية
- 2006: الأطفال والبحر
- 2008: أعطيني وذنك
- 2009-2011: نجوم الليل وقام بكتابته كل من مهدي نصرة وسامية عمامي وسعد بن حسين وعبد الحكيم العليمي
- 2012: الهروب من قرطاج (فيلم تلفزي)
- 2014-2015: ناعورة الهواء لمديح بالعيد بمشاركة أنيس بن دالي ونازلي فريال القلال ومروى بن جمبع وغانم الزرلي وكتابة رياض السمعلي وسناء البوعزيزي
- 2016: الأكابر، كتابة محمد عزيز هوام ومحمد علي دمق وحسام الساحلي
- 2017-2018: الخاوة، كتابة سارة بريطمة
- 2019: علي شورب (الموسم 2) كتابة رانيا مليكة وربيع التكالي

### فيديوهات
- 2015: ومضة إشهارية لجمعية تونسبوار

## مساعد مخرج أول

### في السينما
- 2001: ما الذي يجري؟ لچيرزى كاواليرويكز
- 2001: بنت كلثوم لمهدي تشاريف
- 2001: الفرسان الذين قاموا بهذا العمل الفذ لبوبي أفاتي
- 2004: جوقة السعادة لكاي بولك
- 2005: القلب ع القلب (فيلم قصير) لمحمد بن عطية
- 2008: تسعة أميال إلى الأسفل (فيلم بريطاني) لأنتوني والر
- 2010: الساعة الأخيرة لعلي العبيدي

### في التلفاز
- 2000: أصول وبدايات الإسلام لتحسين جلال
- 2004: رمسيس (فيلم وثائقي تشويقي) لتوم بولك
- 2004: الفريق (فيلم تلفزي) لفرانشيسكو بافوليني
- 2005: الجراحة التجميلية القديمة (فيلم وثائقي تشويقي) لفيليب جاي داي
- 2012: ماريا دي نازاريت (فيلم تلفزي إيطالي) لجياكومو كامپيوتى

## مساعد مخرج

### في السينما
- 2002: خرمة لالجيلاني السعدي
- 2004: دار الناس لمحمد دمق
- 2004: باب العرش لمختار العجيمي

### في التلفاز
- 1998: السماء تحت الصحراء (فيلم تلفزي) لالبيرتو نيجرين
- 1999: إمرأة لصديق (مسلسل إيطالي) لروزيلا إيزو
- 2001: ضفائر لالحبيب المسلماني (مسلسل)
- 2002: ديما لاباس لنجيب بلقاضي (مسلسل)
- 2003: الجزيرة الملعونة (فيلم تلفزي) لريمي بوركيل
- 2003: اليوم الأخير من بومباي (فيلم وثائقي تشويقي) لپيتر نيكولسون
- 2004: المصارعون (فيلم وثائقي تشويقي) لتيلمان ريم
- 2010: أغسطين، تراجع الإمبراطورية الرومانية (فيلم تلفزي) لكريستيان دوغواي

## روابط خارجية
- مديح بالعيد على موقع IMDb (الإنجليزية)
- مديح بالعيد على موقع قاعدة بيانات الأفلام العربية